# Croce di Lucca
La Croce di Lucca, o di Santa Maria degli angeli, è un crocifisso sagomato e dipinto a tempera e oro su tavola (176x141 cm) di Berlinghiero Berlinghieri, databile al 1210-1220 circa e conservata nel Museo nazionale di Villa Guinigi a Lucca. È firmata BERLINGERIUS ME PINXIT.

## Storia e descrizione
L'opera proviene dal monastero di santa Maria degli Angeli a Lucca.
Nell'assenza di date legate alla produzione dell'artista, la croce di Lucca appare sicuramente anteriore all'altro lavoro firmato dall'artista, il Crocifisso di Fucecchio. Presenta il Christus triumphans con Maria e san Giovanni apostolo a figura intera nei tabelloni laterali. La figura di Cristo, rispetto all'altra opera, mostra un più arcaico ingrossamento gerarchico della testa rispetto al corpo.
L'aureola, come al solito, è in rilievo e, in questo caso, è decorata da gemme in pasta vitrea, segno della grande preziosità richiesta dal committente. Alle estremità dei bracci della croce si trovano raffigurazioni non aderenti alla tradizione lucchese nota, con i quattro simboli degli evangelisti ai lati e in alto la Madonna Assunta tra due angeli (allusione al nome del monastero d'origine), mentre nel soppedaneo è rappresentato il Diniego di Pietro. In alto, su sfondo rosso, sotto la mezza figura di Maria, si trova l'iscrizione in latino dai Vangeli «Veramente quest'uomo era Figlio di Dio!»; in basso invece, sotto i piedi di Cristo, si trova la firma dell'artista.
La rappresentazione appare scevra da una drammaticità marcata, cosa che si riscontra maggiormente invece nella più giuntesca croce di Fucecchio. La stesura pittorica è ricca, con tentativo di addolcire i grafismi dei contorni con un maggiore ricorso alla sfumatura.